# Demetri I Cantacuzè
Demetri I Cantacuzè (en grec:Δημήτριος Καντακουζηνός, Demetrios Kantakouzēnos), fou el tercer governant de la província romana d'Orient de Morea que va fer servir el títol de dèspota. Sembla que quan el seu pare es va retirar del càrrec li va encomanar la substitució mentre arribava Teodor I Paleòleg que havia estat designat per l'emperador per aquest càrrec, però ell no va voler plegar, com si es tractés d'un apanatge hereditari.

## Orígens i accés al Despotat de Morea
Demetri era fill de Mateu Cantacuzè, que va ser coemperador romà d'Orient (1353-1355) i dèspota de Morea (1380-1383). La seva mare era Irene Paleòloga. El desembre del 1357 l'emperador Joan V Paleòleg li va donar el títol de sebastocràtor. El 1361 va marxar amb el seu pare al Peloponès, on governava el seu oncle.
L'emperador va nomenar per al càrrec de dèspota de Morea al seu fill Teodor I Paleòleg i el pare de Demetri, Mateu, que llavors n'era el dèspota, va plegar per ingressar en un monestir. Un dels dos fills de Mateu Cantacuzè va disputar la successió a Teodor entre els anys 1380 i 1384. L'única informació que hi ha d'aquest episodi és una críptica referència en una oració funerària escrita per l'emperador Manuel II Paleòleg i dedicada al seu germà Teodor, en la qual s'esmenta la insubordinació del "fill" de Mateu Cantacuzè, que havia usurpat el govern a la mort de Manuel Cantacuzè el 1380. Tradicionalment s'havia interpretat que aquest fill era Joan, i no Demetri; això no obstant, l'historiador especialitzat en el Despotat de Morea, D.A. Zakythenos, s'ha mostrat inclinat a creure que el fill era Demetri. Segons un altre historiador, Donald Nicol, "aquest problema difícilment es pot resoldre de manera satisfactòria tenint com a base només un document."

## Matrimoni i descendència
Es desconeix amb qui es va casar ni el nombre de fills que va tenir. Alguns fills de nom conegut són:
- Jordi Paleòleg Cantacuzè, "Sachatai" (mort vers el 1456–59), escriptor i militar, va defensar Smederevo durant un atac hongarès el 1456.
- Andrònic Paleòleg Cantacuzè (mort el juny del, 1453, executat), el darrer amb el títol de gran domèstic de l'Imperi Romà d'Orient.
- Tomàs Cantacuzè (mort el 25 de juliol del 1463 a Adrianòpolis), diplomàtic al servei de Đurađ Branković, dèspota de Sèrbia.
- Irene Cantacuzena (morta el maig del 1457), casada amb el dèspota Đurađ Branković.
- Helena Cantacuzena (morta v. 1463 a Adrianòpolis), emperadriu de Trebisonda, casada amb David Comnè.[a]
- Una filla casada amb el rei de Geòrgia.